# Joseph Dejardin
Joseph Dejardin (Grivegnée, 21 maart 1873 - Beyne-Heusay, 28 oktober 1932) was een Belgisch volksvertegenwoordiger en burgemeester.

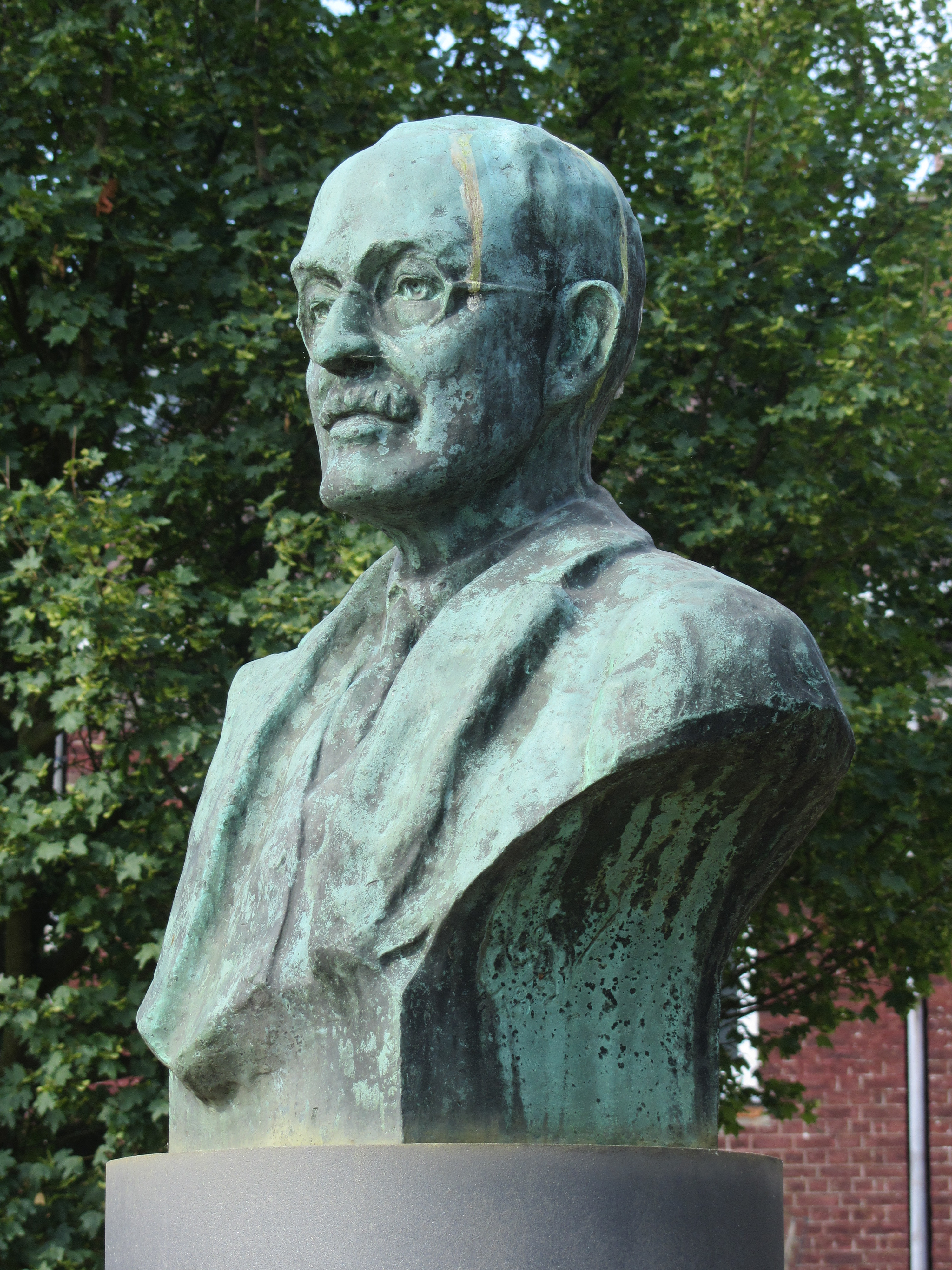
De buste van Joseph Dejardin, gemaakt in 1933 door Louis Gérardy

## Levensloop

### Syndicaal engagement
Dejardin groeide op in een mijnwerkersgezin met elf kinderen, waarvan er vijf de volwassenheid bereikten. Op zijn tiende stopte hij met school en ging hij net als zijn vader en oudere broer aan de slag als mijnwerker. Na gezondheidsproblemen te hebben gehad, werkte hij een tijdlang als metser. Onder de invloed van zijn broer kwam Joseph Dejardin in aanraking met socialistische ideeën en besloot hij zich in te zetten voor de verbetering van de moeilijke leefomstandigheden van de mijnwerkers. Hij stortte zich samen met zijn goede vriend Arnold Boulanger in syndicale en politieke acties en verspreidde als overtuigd militant van het socialisme exemplaren van de socialistische krant Le Populaire, waardoor hij in 1889 even gearresteerd werd op verdenking van opruiing. 
Hij nam tussen 1890 en 1900 deel aan verschillende mijnstakingen en werd secretaris van de lokale mijnwerkersvakbond in zijn woonplaats Beyne-Heusay. Rond 1895 werd hij verkozen in het comité van de mijnwerkersvakbond van de provincie Luik, waarvan hij in 1905 de voorzitter werd. In 1899 werd Dejardin eveneens lid van het nationale comité van de Federatie der Mijnwerkers van België en in 1910 was hij medeoprichter van een regionale Centrale der Mijnwerkers, die de verschillende mijnwerkersvakbonden in het arrondissement Luik met elkaar verbond. Deze vakcentrale streefde naar uitgebreide sociale hervormingen in de geest van het Charter van Quaregnon en, in eerste plaats, de nationalisatie van de mijnen en gaf de voorkeur aan sociale vrede. Stakingen vonden enkel plaats indien de meerderheid van de leden hier per referendum mee instemde. 
Tijdens de Eerste Wereldoorlog beslisten de vakbonden in het arrondissement Luik over te gaan tot de oprichting van een regionale federatie. Dejardin werd namens de mijnwerkersvakbond in 1917 verkozen tot covoorzitter van deze federatie, samen met Isi Delvigne, die de staalarbeiders vertegenwoordigde. Na de oorlog werd hij in 1919 verkozen tot nationaal voorzitter van de Federatie der Mijnwerkers, die datzelfde jaar herdoopt werd tot de Centrale der Mijnwerkers. Hij vervulde deze functie tot aan zijn dood. Vanaf 1919 werd hij door de vakbondscentrale afgevaardigd naar de Nationale Gemengde Mijncommissie, waar hij de eerste collectieve arbeidsovereenkomst voor mijnwerkers hielp afsluiten. Als nationaal voorzitter van de mijnwerkerscentrale vertegenwoordigde Dejardin België in het comité van de Internationale Federatie van Mijnwerkers. In september 1932, enkele weken voor zijn dood, werd Dejardin verkozen tot voorzitter van deze instantie. Daarnaast nam hij in 1930 en 1931 deel aan congressen van de Internationale Arbeidsorganisatie.

### Politieke loopbaan
In 1903 werd Dejardin voor de Belgische Werkliedenpartij verkozen tot gemeenteraadslid van Beyne-Heusay en in 1905 werd hij er lid van het Bureau van Weldadigheid. Van 1908 tot 1912 was hij in Beyne-Heusay schepen van Openbaar Onderwijs en in 1912 werd hij voorgedragen als burgemeester. De minister van Binnenlandse Zaken weigerde hem echter te benoemen, zoals in die tijd meerdere socialistische kandidaat-burgemeesters overkwam, en Dejardin oefende bijgevolg de functie van waarnemend burgemeester uit. De uitbraak van de Eerste Wereldoorlog maakte een einde aan dergelijke politieke perikelen en op 20 september 1914 werd hij door de Belgische regering in ballingschap in Le Havre officieel benoemd tot burgemeester, hetgeen hij bleef tot aan zijn overlijden in 1932.
Tijdens de Duitse bezetting in de Eerste Wereldoorlog weigerde Dejardin elke medewerking met de Duitse bezetter. Hij voorzag in de ravitaillering van de inwoners van Beyne-Heusay en garandeerde de veiligheid van de inwoners van de gemeente. Nadat in Beyne-Heusay een anti-Duitse affiche werd opgehangen, werd Dejardin vervolgd door de militaire autoriteiten en diende hij voor de militaire rechtbank in Luik te verschijnen. Hij werd veroordeeld tot twee jaar dwangarbeid en van december 1916 tot maart 1917 gedeporteerd naar Duitsland.
Van 1904 tot 1909 was Dejardin provincieraadslid van Luik, verkozen voor het kanton Fléron. In december 1909 werd hij dan in opvolging van de overleden Paul Smeets lid van de Kamer van volksvertegenwoordigers voor het arrondissement Luik, een ambt dat hij zou bekleden tot aan zijn overlijden in oktober 1932. In de Kamer hadden zijn tussenkomsten voornamelijk betrekking op mijnwerkerskwesties, zoals pensioenen, de achturige werkdag, uitbetaling van lonen en sociale inspecties. Voorts nam hij het woord over de schoolkwestie en de levensduurte en in verschillende begrotingsdebatten.
Dejardin was tevens militant van de Waalse Beweging en was in november 1912 een van de oprichters van de Assemblée wallonne, dat de mogelijkheden voor een administratieve scheiding van België bestudeerde. Hij zetelde er tot in 1921, maar speelde geen actieve rol in dit informele parlement.
Joseph Dejardin overleed in oktober 1932 op 59-jarige leeftijd, na een tijdlang ziek te zijn geweest. Zijn zus Lucie Dejardin trad in zijn politieke voetsporen en werd in 1929 het eerste vrouwelijke lid van de Kamer van volksvertegenwoordigers.